# Wilhelm Ackermann

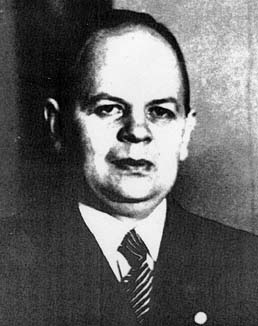
Wilhelm Ackermann

Wilhelm Friedrich Ackermann (n. 29 martie 1896 - d. 24 decembrie 1962) a fost un matematician german, cunoscut pentru ceea ce ulterior se va numi funcție Ackermann și care își va dovedi utilitatea în teoria calculului.
A absolvit Universitatea Georg-August din Göttingen obținând doctoratul în 1925 și l-a avut ca profesor pe David Hilbert.

## Scrieri
- 1940/1941: Zur Widerspruchsfreiheit der Zahlentheorie (Asupra caracterului necontradictoriu al teoriei numerelor)
- 1951: Konstruktiver Aufbau eines Abschnitts der zweiten Cantorschen Zahlenklasse ("Realizarea concretă a unei secțiuni de tip Cantor de speța a doua")
- 1951/1952: Widerspruchsfreier Aufbau einer typenfreien Logik.